# Flux
Flux（亦稱FLUX.1）是由總部位於德國弗賴堡的黑森林實驗室（英語：Black Forest Labs）所開發的文字轉圖像模型。該公司由多位前Stability AI員工創辦。與其他同類型模型相同，Flux能夠根據自然語言輸入（即提示詞）生成圖像。

## 歷史
黑森林實驗室於2024年成立，創辦人為Stability AI前員工羅賓・隆巴赫（英語：Robin Rombach）、安德烈亞斯・布拉特曼（英語：Andreas Blattmann）和帕特里克・埃塞爾（英語：Patrick Esser）。他們早年在德國慕尼黑大學（英語：Ludwig Maximilian University of Munich）擔任Björn Ommer的研究助理，專門研究人工智慧圖像生成技術。2022 年，他們發表了相關研究成果，並促成了Stable Diffusion的誕生。
黑森林實驗室的投資者包括創投公司Andreessen Horowitz，以及Brendan Iribe、Michael Ovitz、Garry Tan和Vladlen Koltun。在創立初期，公司获得3100萬美元的投資。
2024年8月，Flux被整合進由xAI開發的聊天機器人Grok，並作為 X（前推特）付費功能的一部分提供。Grok於同年12月改用自家開發的文字轉圖像模型Aurora。
2024年11月18日，Mistral AI宣布，其聊天機器人Le Chat已整合Flux Pro作為圖像生成模型。
2024年11月21日，黑森林實驗室宣布推出圖像編輯工具Flux.1 Tools，可搭配現有Flux模型使用，這套工具包括：
- Flux.1 Fill（用於補圖與延伸圖像邊緣，即Inpainting（英语：Inpainting）/outpainting）；
- Flux.1 Depth（依據輸入圖像的深度圖（英语：depth map）與提示詞進行控制生成）；
- Flux.1 Canny（依據輸入圖像的邊緣線條進行控制生成）；
- Flux.1 Redux（將不同輸入圖像與提示詞混合生成新圖像）。

這些工具皆提供Dev（開發者）版與Pro（專業）版兩種選擇。
2025 年 1 月，黑森林實驗室宣布與輝達合作，將Flux模型納入其Blackwall微架構的基礎模型。同時，該公司推出Flux Pro微調API，供使用者自訂與微調圖像生成內容，並與德國媒體公司 Hubert Burda Media合作，將 Flux Pro 應用於內容製作。

## 模型
Flux是一系列基於修正型流式轉換器（英語：rectified flow transformer）架構開發的文字轉圖像模型，參數規模達120億。
根據不同版本，Flux提供三種授權模式：
- Schnell版：開源，採用Apache授權（英语：Apache License）；
- Dev版：提供原始碼，僅限非商業用途；
- Pro版：專有授權，僅透過API提供給第三方用戶[23][24]無論使用哪個版本，生成出的圖像著作權均屬於使用者。[25][26]

使用者可以在線上或本機透過介面如ComfyUI或Stable Diffusion WebUI Forge（Automatic1111 WebUI 的改良版）來使用這些模型。
改良後的旗艦模型Flux 1.1 Pro於2024年10月2日推出。2024年11月6日，新增兩種進階模式：
- Ultra模式：可在不降低生成速度的情況下，產生解析度提高四倍、最高達 400 萬像素的圖像；
- Raw模式：能生成類似自然抓拍風格（英语：candid photography）的高度擬真圖像[30][31][32]

此外，Flux團隊正在開發的文字轉影片模型SOTA，原預計於2024年底推出。

## 評價
根據《Ars Technica》的測試，Flux.1 Dev與Pro模型在提示詞還原度方面可與DALL-E 3匹敵，而圖像寫實程度則接近Midjourney 6。相較於 Stable Diffusion XL，Flux對人手的細節呈現更為穩定。

## 爭議
有批評指出Flux生成圖像過於寫實。媒體報導指出，其生成內容涵蓋從川普持槍的圖像，到令人不安的場景，引發外界對其倫理與濫用風險的爭議。
模型推出後，X （前推特）出現大量由Flux所生成的圖像，黑森林實驗室並未透露其訓練資料的具體來源。《Ars Technica》懷疑Flux是在未經授權的情況下，從網路上大量蒐集圖像所訓練而成，此作法在法律層面存在爭議。

## 第三方整合
雖然黑森林實驗室未在其官方網站提供直接存取模型的方式，但Flux模型已在多個第三方平台上廣泛提供，供創作者與專業人士使用，包括Hugging Face和Replicate等平台。

## 外部連結
- 官方网站
- Hugging Face的flux模型
- Flux models on Replicate
- FAL.ai的flux模型